# 訓戎站
訓戎站（韓語：훈융역）是朝鮮民主主義人民共和國咸镜北道慶源郡訓戎里的一個鐵路車站，属于咸北线。

## 邻近车站
咸北线
黄坡站 - 訓戎站 - 下面站